# New England Patriots 1975
La stagione 1975 dei New England Patriots è stata la 6ª della franchigia nella National Football League, la 16ª complessiva e la terza con Chuck Fairbanks come capo-allenatore. La squadra concluse con 3 vittorie e 11 sconfitte al quarto e ultimo posto della AFC East division.

## Calendario
| Turno | Data  | Avversario             | Risultato | Record | Pubblico |
| ----- | ----- | ---------------------- | --------- | ------ | -------- |
| 1     | 21/9  | Houston Oilers         | S 7–0     | 0–1    | 51,934   |
| 2     | 28/9  | Miami Dolphins         | S 22–14   | 0–2    | 60,602   |
| 3     | 5/10  | at New York Jets       | S 36–7    | 0–3    | 57,365   |
| 4     | 12/10 | at Cincinnati Bengals  | S 27–10   | 0–4    | 51,220   |
| 5     | 19/10 | Baltimore Colts        | V 21–10   | 1–4    | 51,417   |
| 6     | 26/10 | San Francisco 49ers    | V 24–16   | 2–4    | 60,358   |
| 7     | 2/11  | at St. Louis Cardinals | S 24–17   | 2–5    | 45,907   |
| 8     | 9/11  | at San Diego Chargers  | V 33–19   | 3–5    | 24,349   |
| 9     | 16/11 | Dallas Cowboys         | S 34–31   | 3–6    | 60,905   |
| 10    | 23/11 | at Buffalo Bills       | S 45–31   | 3–7    | 65,655   |
| 11    | 1/12  | at Miami Dolphins      | S 20–7    | 3–8    | 61,963   |
| 12    | 7/12  | New York Jets          | S 30–28   | 3–9    | 53,989   |
| 13    | 14/12 | Buffalo Bills          | S 34–14   | 3–10   | 58,393   |
| 14    | 21/12 | at Baltimore Colts     | S 34–21   | 3–11   | 48,678   |

## Classifiche
| AFC East             | AFC East | AFC East | AFC East | AFC East | AFC East | AFC East | AFC East | AFC East | AFC East |
|                      | V        | S        | P        | %        | DIV      | CONF     | PF       | PS       | Str.     |
| -------------------- | -------- | -------- | -------- | -------- | -------- | -------- | -------- | -------- | -------- |
| Baltimore Colts(3)   | 10       | 4        | 0        | .714     | 6–2      | 8–3      | 395      | 269      | V9       |
| Miami Dolphins       | 10       | 4        | 0        | .714     | 6–2      | 7–4      | 357      | 222      | V1       |
| Buffalo Bills        | 8        | 6        | 0        | .571     | 5–3      | 7–4      | 420      | 355      | S1       |
| New York Jets        | 3        | 11       | 0        | .214     | 2–6      | 3–8      | 258      | 433      | S2       |
| New England Patriots | 3        | 11       | 0        | .214     | 1–7      | 2–9      | 258      | 358      | S6       |